# Ptilodactyla macrophthalma
Ptilodactyla macrophthalma là một loài bọ cánh cứng trong họ Ptilodactylidae. Loài này được Nakane miêu tả khoa học năm 1963.